# ساختمان اداره گمرک بندر انزلی
اداره گمرک مربوط به دوره قاجار است و در بندر انزلی، کنار مرداب رودخانه غازیان واقع شده و این اثر در تاریخ ۹ اردیبهشت ۱۳۸۲ با شمارهٔ ثبت ۸۳۹۴ به‌عنوان یکی از آثار ملی ایران به ثبت رسیده است.